# Raión de Korsun-Shevchenkivskyi
Korsun-Shevchénkivskyi (en ucraniano: Корсунь-Шевченківський район) es un raión o distrito de Ucrania en el óblast de Cherkasy. 
Comprende una superficie de 896 km².
La capital es la ciudad de Korsun-Shevchénkivskyi.

## Demografía
Según estimación 2010 contaba con una población total de 45400 habitantes.

## Otros datos
El código KOATUU es 7122500000. El código postal 19400 y el prefijo telefónico +380 4735.